# Shōjirō Iida
Shōjirō Iida (飯田 祥二郎, Iida Shōjirō, 8 d'agost de 1888 - 23 de gener de 1980) va ser un general de l'exèrcit imperial japonès durant la Segona Guerra Mundial.

## Biografia
Iida era originari de la prefectura de Yamaguchi i es va graduar de la 20a promoció de l'Acadèmia de l'Exèrcit Imperial Japonès el 1908 i de la 27a promoció de l'Acadèmia d'Estat Major el desembre de 1915. Iida va ser ascendit a capità el desembre de 1918. Va participar en la Força Expedicionària Japonesa a la intervenció siberiana contra les forces de l'exèrcit bolxevic, donant suport a les forces russes blanques a Rússia.
Després de servir en diversos càrrecs administratius dins de l'Estat Major de l'Exèrcit Imperial Japonès, inclòs un període com a instructor a l'Escola d'Infanteria de 1932 a 1934, Iida va ser nomenat comandant del 4t Regiment de la Guàrdia Imperial de 1934 a 1935. Posteriorment va ser cap d'estat major de la 4a Divisió de 1935 a 1937.
Amb l'inici de la Segona Guerra sino-japonesa, Iida es va convertir en cap d'estat major del Primer Exèrcit japonès a la Xina el 1938. Iida va ser ascendit a general de divisió l'agost de 1939. Va ser assignat al comandament de l'exèrcit de Taiwan del Japó de 1938 a 1939. El 1939, va tornar a la Guàrdia Imperial com el seu comandant, i va ocupar el càrrec fins al 1941.
Amb l'inici de la Guerra del Pacífic, Iida va ser traslladat al sud per prendre el comandament del 25è Exèrcit japonès a la Indoxina francesa ocupada pels japonesos el 1941. Va establir el seu quarter general a Saigon i es va preparar per a una invasió de Tailàndia. El desembre de 1941, Iida va prendre el comandament del Quinzè Exèrcit japonès recentment format , format per la  33a Divisió i la 55a Divisió. A partir del 8 de desembre, les seves forces van superar fàcilment la lleugera resistència tailandesa, forçant Tailàndia a un pacte de defensa mútua amb el Japó. El 20 de gener de 1942, les divisions d'Iida van creuar a Birmània en els inicis amb gran èxit de la campanya de Birmània.
Els 35.000 homes d'Iida van superar ràpidament les forces britàniques malgrat el terreny accidentat i els subministraments limitats. El 8 de març, Iida va prendre Rangún tallant la carretera de Birmània i aïllant la Xina. Al maig, les forces britàniques i xineses a Birmània havien estat expulsades de tornada a l'Índia i la Xina amb unes 30.000 baixes, davant les pèrdues japoneses que només sumen 7.000.
Revocat al Japó el 1943, Iida va ser reassignat al Comandament de Defensa General. El 1944, va esdevenir comandant en cap de l'exèrcit del districte central. Es va retirar del servei militar actiu el 1944.
No obstant això, el 1945, Iida va ser tornat al servei per prendre el comandament del Trentè Exèrcit japonès a Manchukuo just abans de la invasió soviètica. Va ser fet presoner per l'Exèrcit Roig i va ser retingut com a presoner de guerra a la Unió Soviètica de 1945 a 1950.
Va morir a Tòquio el 23 de gener de 1980.

## Dates de promoció
Alferes – 1908
(...)
 Capità – desembre de 1918
(...)
 General de divisió - Agost de 1939.

## Condecoracions
Orde del Sol Naixent de 1a classe
 Orde del Tresor Sagrat de 2a classe
 Medalla Commemorativa de l'Entronització Taisho
 Medalla de la Guerra 1914-1920
 Medalla Commemorativa de la Victòria a la I Guerra Mundial
 Medalla Commemorativa de l'Entronització Showa
 Medalla de l'Incident Xinès de 1931-1934
 Medalla de l'Incident Xinès de 1937-45
 Medalla commemorativa de la fundació d'un Estat (Manxukuo)
 Medalla Commemorativa del 2600è Aniversari Nacional
 Medalla commemorativa de la Fundació del Temple Nacional (Manxukuo)